# Avrilly (Allier)
Pour les articles homonymes, voir Avrilly.
Avrilly est une commune française, située dans le département de l'Allier en région Auvergne-Rhône-Alpes.

## Géographie

### Localisation
La commune se situe à l'extrémité est du département de l'Allier, à la limite de la Saône-et-Loire. Elle se trouve dans les Basses Marches du Bourbonnais.
Elle inclut les hameaux de Clavegris et Brière.
Ses communes limitrophes sont :
|             | Luneau                          | Vindecy (Saône-et-Loire) |
|             | Avrilly                         |                          |
| Le Bouchaud | Bourg-le-Comte (Saône-et-Loire) | Baugy (Saône-et-Loire)   |

### Voies d'eau
Avrilly est traversée par le fleuve Loire et par le canal de Roanne à Digoin. Ce dernier dispose d'un point d'amarrage.

### Transports
Le territoire communal est traversé par les routes départementales 210 (reliant Chassenard à la frontière avec la Saône-et-Loire, devenant la RD 229 en direction de Bourg-le-Comte), 212 (liaison nord-sud reliant Luneau au Bouchaud par le lieu-dit des Raflots, à l'ouest de la commune), 265 (liaison des Simonins au centre-bourg) et 989 (liaison du Donjon à Marcigny).

### Climat
Pour des articles plus généraux, voir Climat d'Auvergne-Rhône-Alpes et Climat de l'Allier.
En 2010, le climat de la commune est de type climat océanique dégradé des plaines du Centre et du Nord, selon une étude du CNRS s'appuyant sur une série de données couvrant la période 1971-2000. En 2020, Météo-France publie une typologie des climats de la France métropolitaine dans laquelle la commune est exposée à un climat océanique altéré et est dans la région climatique Centre et contreforts nord du Massif Central, caractérisée par un air sec en été et un bon ensoleillement.
Pour la période 1971-2000, la température annuelle moyenne est de 11 °C, avec une amplitude thermique annuelle de 16,6 °C. Le cumul annuel moyen de précipitations est de 782 mm, avec 10,5 jours de précipitations en janvier et 7,1 jours en juillet. Pour la période 1991-2020, la température moyenne annuelle observée sur la station météorologique de Météo-France la plus proche, sur la commune de Saint-Yan à 10 km à vol d'oiseau, est de 11,5 °C et le cumul annuel moyen de précipitations est de 772,4 mm,. Pour l'avenir, les paramètres climatiques de la commune estimés pour 2050 selon différents scénarios d'émission de gaz à effet de serre sont consultables sur un site dédié publié par Météo-France en novembre 2022.

## Urbanisme

### Typologie
Au 1er janvier 2024, Avrilly est catégorisée commune rurale à habitat très dispersé, selon la nouvelle grille communale de densité à 7 niveaux définie par l'Insee en 2022.
Elle est située hors unité urbaine et hors attraction des villes,.

### Occupation des sols

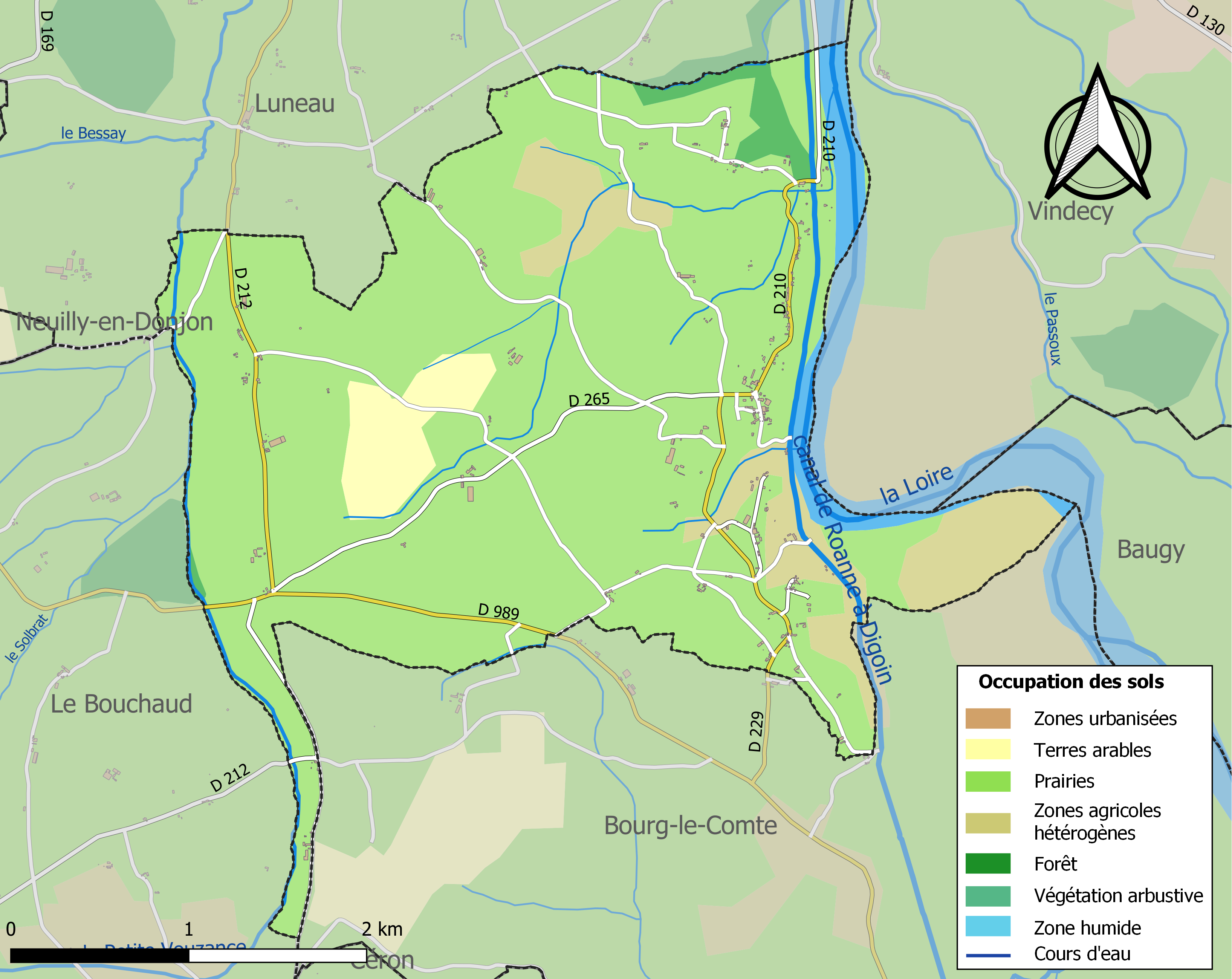
Carte des infrastructures et de l'occupation des sols de la commune en 2018 (CLC).

L'occupation des sols de la commune, telle qu'elle ressort de la base de données européenne d’occupation biophysique des sols Corine Land Cover (CLC), est marquée par l'importance des territoires agricoles (95,2 % en 2018), une proportion identique à celle de 1990 (95,2 %). La répartition détaillée en 2018 est la suivante : 
prairies (82,3 %), zones agricoles hétérogènes (9,2 %), terres arables (3,7 %), eaux continentales (3,1 %), forêts (1,6 %).
L'IGN met par ailleurs à disposition un outil en ligne permettant de comparer l’évolution dans le temps de l’occupation des sols de la commune (ou de territoires à des échelles différentes). Plusieurs époques sont accessibles sous forme de cartes ou photos aériennes : la carte de Cassini (XVIIIe siècle), la carte d'état-major (1820-1866) et la période actuelle (1950 à aujourd'hui).

## Histoire
Par une bulle d'avril 1164, le pape Alexandre III, réfugié en France, confirme l'abbaye de Saint-Martin d'Autun, dans le patronage de l'église d'Avrilly. Cette dernière sera brûlée le 15 août 1592. Les moines possédaient également Rejus, au hameau de Saint-Martin du Lac, entre l'église et Champceau, sur la paroisse d'Anzy-le-Duc.

## Politique et administration

### Administration municipale
Solène Carignant a été élue au premier tour des élections municipales de 2020. Le conseil municipal, réuni en mai, a désigné trois adjoints.
| Période                                  | Période                     | Identité             | Étiquette | Qualité           |
| ---------------------------------------- | --------------------------- | -------------------- | --------- | ----------------- |
| Les données manquantes sont à compléter. |                             |                      |           |                   |
| mars 2001                                | mars 2008                   | Marie-Edith Perreaud |           |                   |
| mars 2008                                | mai 2020                    | Claudette Delorme    |           | Retraitée         |
| mai 2020                                 | En cours (au 20 avril 2021) | Solène Carignant,    |           | Community manager |

## Équipements et services publics

### Enseignement
Avrilly dépend de l'académie de Clermont-Ferrand. Il n'existe aucune école.
Hors dérogations à la carte scolaire, les collégiens se rendent à Marcigny, et les lycéens à Digoin et Charolles. Ces établissements, situés en Saône-et-Loire, dépendent de l'académie de Dijon.

### Instances judiciaires
Avrilly dépend de la cour d'appel de Riom, du tribunal de proximité de Vichy et des tribunaux judiciaire et de commerce de Cusset.

## Population et société

### Démographie
Les habitants sont nommés les Avrillois,.

L'évolution du nombre d'habitants est connue à travers les recensements de la population effectués dans la commune depuis 1793. Pour les communes de moins de 10 000 habitants, une enquête de recensement portant sur toute la population est réalisée tous les cinq ans, les populations de référence des années intermédiaires étant quant à elles estimées par interpolation ou extrapolation. Pour la commune, le premier recensement exhaustif entrant dans le cadre du nouveau dispositif a été réalisé en 2004.

En 2022, la commune comptait 137 habitants, en évolution de +2,24 % par rapport à 2016 (Allier : −1,38 %, France hors Mayotte : +2,11 %).
| 1793 | 1800 | 1806 | 1821 | 1831 | 1836 | 1841 | 1846 | 1851 |
| ---- | ---- | ---- | ---- | ---- | ---- | ---- | ---- | ---- |
| 492  | 441  | 410  | 484  | 424  | 482  | 454  | 458  | 518  |

| 1856 | 1861 | 1866 | 1872 | 1876 | 1881 | 1886 | 1891 | 1896 |
| ---- | ---- | ---- | ---- | ---- | ---- | ---- | ---- | ---- |
| 523  | 512  | 491  | 485  | 497  | 492  | 456  | 467  | 468  |

| 1901 | 1906 | 1911 | 1921 | 1926 | 1931 | 1936 | 1946 | 1954 |
| ---- | ---- | ---- | ---- | ---- | ---- | ---- | ---- | ---- |
| 451  | 428  | 408  | 367  | 335  | 350  | 326  | 315  | 315  |

| 1962 | 1968 | 1975 | 1982 | 1990 | 1999 | 2004 | 2006 | 2009 |
| ---- | ---- | ---- | ---- | ---- | ---- | ---- | ---- | ---- |
| 330  | 289  | 241  | 193  | 159  | 179  | 174  | 170  | 155  |

| 2014 | 2019 | 2022 | - | - | - | - | - | - |
| ---- | ---- | ---- | - | - | - | - | - | - |
| 138  | 136  | 137  | - | - | - | - | - | - |

## Culture locale et patrimoine

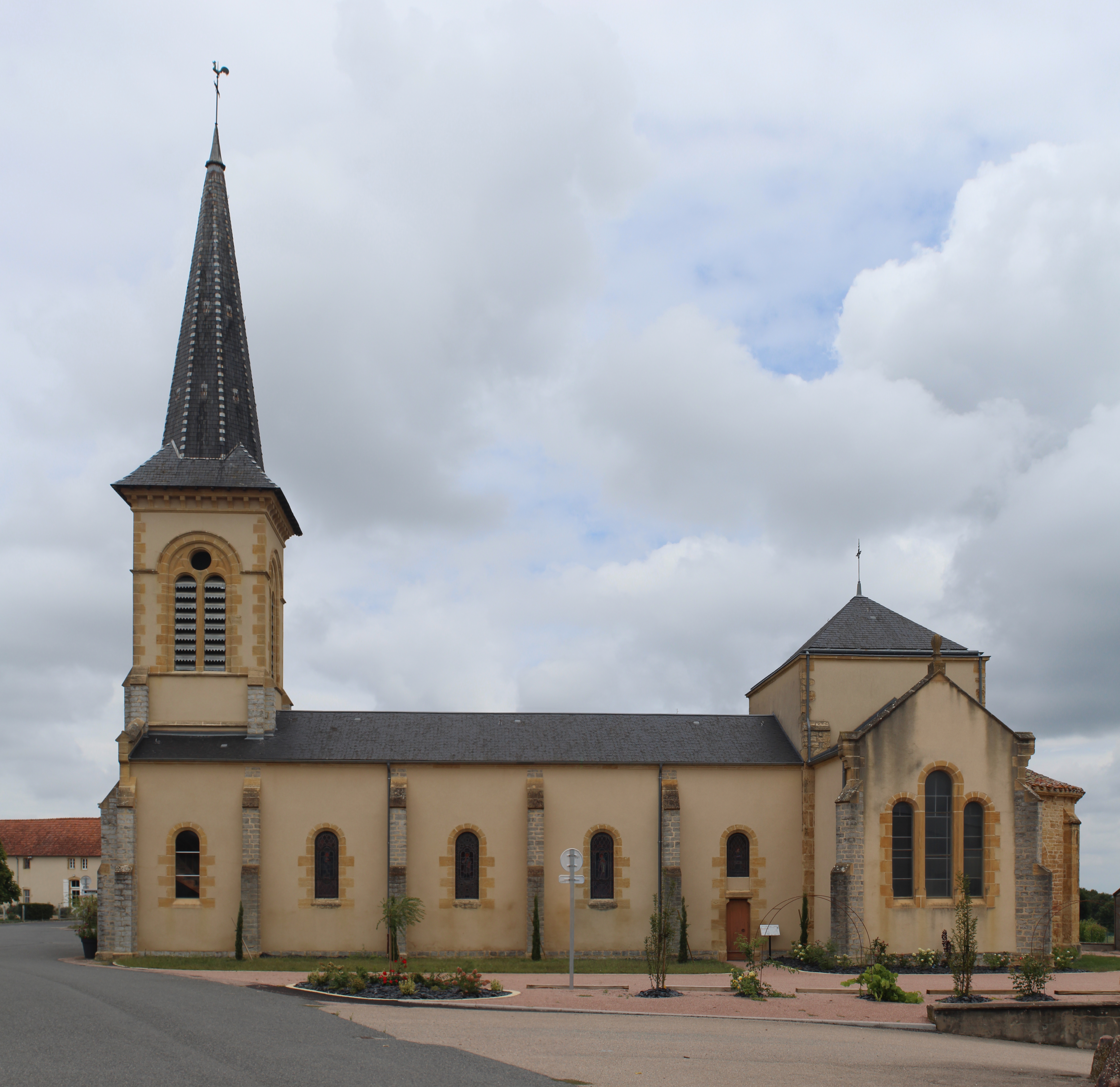
Église Saint-Honorat.

### Lieux et monuments
- L’église Saint-Honorat, reconstruite au XIXe siècle, qui a conservé sa croisée et son chœur romans. On y remarque un admirable tabernacle de style baroque provenant du couvent des Récollets de Souvigny (Allier)[27].